# Drury Lane
Drury Lane est une rue de Londres.

## Situation et accès
Située à l'est de Covent Garden elle est partagée entre la Cité de Westminster et le borough londonien de Camden.
Par métonymie, « Drury Lane » peut également désigner le Théâtre de Drury Lane, bien que le New London Theatre y soit aussi situé.
Elle est desservie par la ligne  Piccadilly à la station Covent Garden. 

## Origine du nom

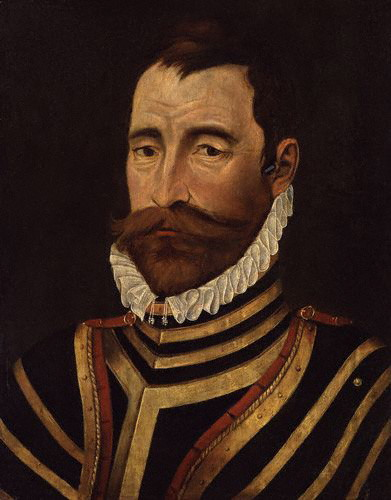
William Drury.

La rue évoque la mémoire du général et homme d'État William Drury (1527-1579) qui possédait un manoir à cet endroit.

## Bâtiments remarquables et lieux de mémoire
- Le premier magasin Sainsbury's y a ouvert en 1869.

- Dans la chanson enfantine The Muffin Man, le personnage habite cette rue.